# Ralph Graves

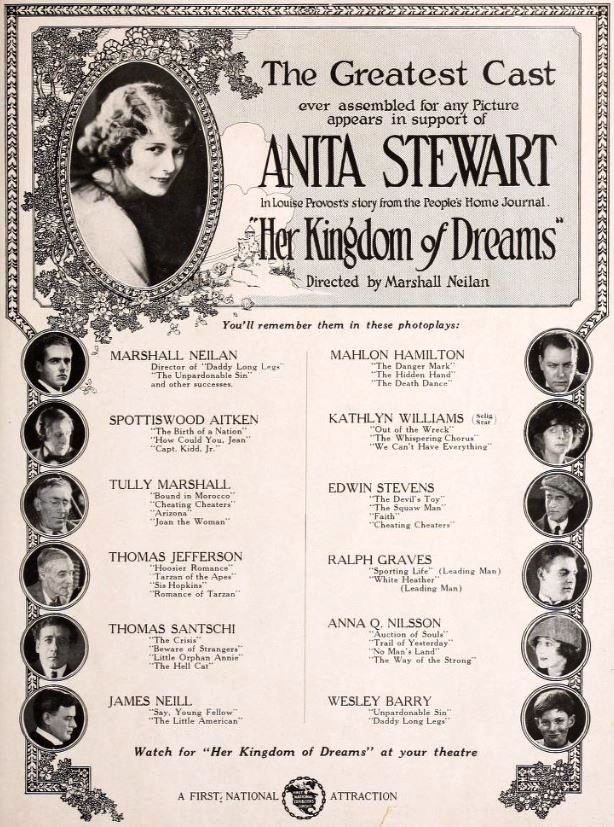
Affiche du film La Sacrifiée (Her Kingdom of Dreams) sorti en 1919.

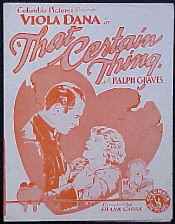
Affiche du film That Certain Thing, sorti en 1928.

Ralph Horsburgh, connu sous le nom de scène Ralph Graves (né le 23 janvier 1900 à Cleveland, en Ohio et mort le 18 février 1977 à Santa Barbara, en Californie) est un acteur de cinéma américain.
Il est apparu dans 92 films entre 1918 et 1949.

## Filmographie

### Comme acteur
- 1918 : Men Who Have Made Love to Me : The Callow Youth
- 1918 : Tinsel : Bobby Woodward
- 1918 : Sporting Life : John, Earl of Woodstock
- 1918 : The Yellow Dog : Tom Blakely
- 1919 : The Scarlet Shadow : Van Presby
- 1919 : What Am I Bid? : Ralph McGibbon
- 1919 : La Bruyère blanche (The White Heather) : Alec McClintock
- 1919 : The Home Town Girl : John Stanley
- 1919 : I'll Get Him Yet : Harold Packard
- 1919 : Nobody Home : Malcolm Dale
- 1919 : La Sacrifiée (Her Kingdom of Dreams), de Marshall Neilan : Billy Dayne
- 1919 : Le Calvaire d'une mère (Scarlet Days) de D. W. Griffith : Randolph
- 1919 : Justice (The Greatest Question) de D. W. Griffith :John Hilton Jr.
- 1920 : Mary Ellen Comes to Town : Bob Fairacres
- 1920 : Little Miss Rebellion : Sgt. Richard Ellis
- 1920 : Polly with a Past : Rex Van Zile
- 1921 : La Rue des rêves (Dream Street) : James Spike McFadden
- 1922 : Kindred of the Dust : Donald McKaye
- 1922 : Come on Over : Shane O'Mealia
- 1922 : The Long Chance : Bob McGraw
- 1922 : The Jilt : Sandy Sanderson
- 1923 : Mind Over Motor : Jasper McCutcheon
- 1923 : The Ghost Patrol : Terry Rafferty
- 1923 : Just Like a Woman : James Landon
- 1923 : Les Femmes libres (Prodigal Daughters) de Sam Wood : Roger Corbin
- 1923 : The Extra Girl : Dave Giddings
- 1924 : Daughters of Today  de Rollin S. Sturgeon : Ralph Adams
- 1924 : Yolanda : Maximillian of Styria
- 1924 : East of the Water Plug : The Hero
- 1924 : Little Robinson Corkscrew
- 1924 : Riders of the Purple Cows
- 1924 : Love's Sweet Piffle
- 1924 : Off His Trolly
- 1925 : The Plumber
- 1925 : The Beloved Bozo
- 1925 : Bashful Jim : Jim
- 1925 : Giddap : Cameo Appearance
- 1925 : Breaking the Ice
- 1925 : He Who Gets Smacked
- 1925 : Good Morning, Nurse
- 1925 : Cupid's Boots
- 1925 : Don't Tell Dad
- 1925 : Hurry, Doctor!
- 1925 : Good Morning, Madam!
- 1925 : Take Your Time
- 1925 : The Window Dummy : Window Dummy
- 1926 : Swell Hogan
- 1926 : Wide Open Faces
- 1926 : The Funnymooners
- 1926 : Meet My Girl
- 1926 : Hooked at the Altar
- 1926 : A Yankee Doodle Duke
- 1926 : Womanpower : Johnny White Bromley
- 1926 : Blarney : James Carabine
- 1926 : The Country Beyond : Roger McKay
- 1927 : Rich Men's Sons : Arnold Treadway
- 1927 : Alias the Deacon : Jim Adams
- 1927 : The Swell-Head : Lefty Malone
- 1927 : A Reno Divorce : David
- 1928 : That Certain Thing : Andy B. Charles, Jr.
- 1928 : The Cheer Leader : Jimmy Grant
- 1928 : Bachelor's Paradise de George Archainbaud : Joe Wallace
- 1928 : L'Épave vivante (Submarine) de Frank Capra : Bob Mason
- 1928 : Bitter Sweets : Ralph Horton
- 1928 : Le Cirque maudit (The Sideshow) d'Erle C. Kenton : Gentleman Ted Rogers
- 1929 : L'Escadre volante (The Flying Fleet) : Ens. / Ltjg Steve Randall
- 1929 : The Fatal Warning : Russell Thorne
- 1929 : The Eternal Woman : Hartley Forbes
- 1929 : Glad Rag Doll : John Fairchild
- 1929 : Les Mousquetaires de l'air (Flight) de Frank Capra : 'Lefty' Phelps
- 1929 : Song of Love : Tom Gibson
- 1930 : Femmes de luxe (Ladies of Leisure) de Frank Capra : Jerry Strong
- 1930 : Hell's Island : Griff
- 1931 : Le Dirigeable (Dirigible) : Lt. 'Frisky' Pierce
- 1931 : Salvation Nell de James Cruze : Jim Platt
- 1931 : A Dangerous Affair (en) : Wally Cook
- 1932 : Amitié (When a Fellow Needs a Friend), de Harry A. Pollard : M. Tom Randall
- 1932 : Le Bel Étudiant (Huddle) de Sam Wood : Coach Malcolm Gale
- 1932 : War Correspondent : Franklyn Bennett
- 1934 : Ticket to a Crime : Clay Holt
- 1935 : Speed Limited : Jerry Paley
- 1935 : Counselitis
- 1936 : The Black Coin : Agent Walter Prescott
- 1937 : Café métropole (Café Metropole) : Gendarme Outside Cafe Metropole
- 1939 : The Flying Irishman : First Man Grounding Doug in New York
- 1939 : Street of Missing Men : Mike Reardon
- 1939 : La Lutte pour le ranch (Three Texas Steers) : George Ward
- 1939 : Divorcé malgré lui (Eternally Yours) : M.. Morrisey
- 1947 : The Spirit of West Point : Burt
- 1949 : Amazon Quest : Anna's Attorney
- 1949 : Les Hommes chauve-souris (Batman and Robin) : Winslow Harrison
- 1949 : Batman et Robin de Spencer Gordon Bennet
- 1949 : Alimony : George Griswold / Curtis P. Carter
- 1949 : Joe Palooka in the Counterpunch : Dr Colman

### Comme scénariste
- 1934 : Born to Be Bad de Lowell Sherman et Jack Conway